# ساوليس سكفيرنيليس
ساوليس سكفيرناليس (بالليتوانية: Saulius Skvernelis) هو سياسي ليتواني ورئيس وزرائها السابق ولد في يوم 23 يوليو 1970 في مدينة كاوناس في ليتوانيا. حيث تولى منصب رئاسة الوزراء من سنة 2016 إلى سنة 2020 وتولى إيضاً منصب وزارة الداخلية من سنة 2014 إلى سنة 2016.